# Lopo de Castro
Lopo do Amazonas Alvarez da Silva de Castro (Belém, 21 de setembro de 1911 — 1º de agosto de 2000), mais conhecido como Lopo de Castro, foi um médico, empresário e político brasileiro, outrora prefeito de Belém e deputado federal pelo Pará.

## Dados biográficos
Filho de Liberato Magno da Silva Castro e Consuelo Alvarez de Castro. Médico formado em 1932 pela Faculdade de Medicina da Universidade Federal do Rio de Janeiro, regressou à capital paraense onde foi provedor da Santa Casa de Misericórdia do Pará, superintendente estadual da Legião Brasileira de Assistência e presidente da Associação Comercial do Pará. Filiado ao PSP e foi nomeado prefeito de Belém pelo governador Zacarias Assunção em 1951, exercendo o cargo por dezessete meses. Em 1954 foi eleito deputado federal, mas renunciou ao eleger-se prefeito de Belém em 1º de setembro de 1957 para um mandato de quatro anos.
Em 1960 teve seu nome cogitado para concorrer ao governo paraense, mas permaneceu na prefeitura de Belém até o fim do mandato. Eleito segundo suplente de deputado federal em 1962, foi efetivado quando o Ato Institucional Número Um cassou alguns parlamentares conforme determinava o Regime Militar de 1964. Apoiou a candidatura de Zacarias Assunção ao governo paraense em 1965, num pleito vencido por Alacid Nunes. Filiado à ARENA devido à imposição do bipartidarismo, figurou como suplente de deputado federal por esta legenda em 1966, 1970 e 1978.
A partir de então não concorreu a qualquer cargo público e dedicou-se a administrar seus negócios que incluíam a Rádio Guajará, TV Guajará e o jornal O Estado do Pará. Ocupou as presidências do Clube Assembleia Paraense, da Casa do Pará no Rio de Janeiro, da Orquestra Sinfônica do Pará, da Associação dos Municípios do Pará e da Junta de Alistamento Militar do estado, além de membro da Sociedade Brasileira de Geografia, da Associação Interamericana de Imprensa e procurador do estado de São Paulo.